# 국제라이온스협회

국제라이온스협회(Lions Clubs International)는 215개국 49,374 단위 조직과 1,382,901명이 넘는 회원이 있는 비종교 봉사단체이다. 멜빈 존스(Melvin Jones)가 설립하였고 본부는 미국 일리노이주 오크브룩에 있다. 국제라이온스협회는 지역과 전세계를 대상으로 공동체의 요구를 충족하고자 한다.

## 역사

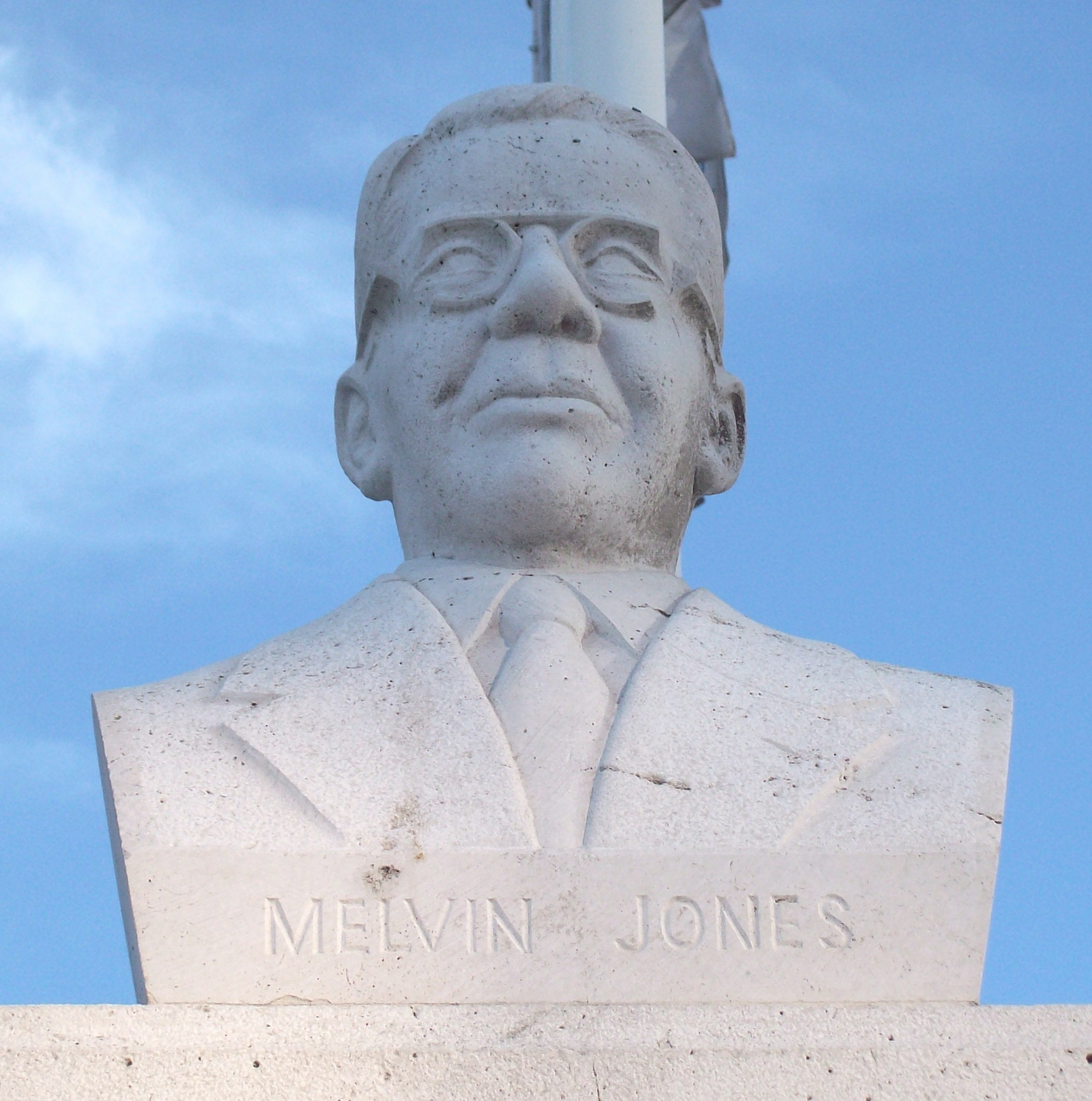
스페인 마드리드에 있는 멜빈 존스의 흉상

국제라이온스협회는 미국 시카고의 사업가인 멜빈 존스가 1917년 6월 7일 설립하였다.
존스는 그의 동료 사업가에 대해 "추진력, 지능 및 열망으로 성공한 이들이 자신들의 재능을 지역 사회를 개선하는 데 쏟는다면 어떨까?"라는 물음을 제기했다. "타인을 위해 무엇인가를 한 후에야 더 발전할 수 있다"는 존스의 도덕률은 모든 회원에게 공동체 봉사의 중요성을 일깨운다.
공식적인 모토는 "우리는 봉사한다"이다. 주요 프로그램에는 시력 보호, 청각과 언어 보호, 당뇨병 예방, 청소년 봉사활동, 국제 관계, 환경 문제 등이 있다.

## 설립목적
- 봉사 단체인 라이온스 클럽을 조직
- 그 활동을 관리하고 행정을 표준화
- 전 세계 사람들의 상호 이해를 증진
- 공동체의 시민 복지에 적극적 관심
- 우정과 동료애, 상호 이해로 클럽을 통합
- 정치와 종교 문제를 제외하고 공익 관련 모든 문제를 공개적으로 토론할 공간 제공
- 봉사하고자 하는 사람들이 대가 없이 자신들의 지역 사회에 봉사하고 상공업, 공공 사업 및 개인 사업에서 효율성을 증대하며 윤리 기준 강화를 촉진

## 국제 회의
국제회의는 매년 전 세계 회원이 만나서 다음 해 임원을 선출하며 계획된 많은 활동에 참여하기 위해 전 세계 도시에서 개최된다. 회의에서는 선거와 거리행진에 참여하고 기금 모금 행사를 열고 기념품이나 휘장을 매매한다. 제1차 회의는 협회가 설립된 1917년에, 미국 텍사스주 댈러스에서 열렸다.
한편 대한민국에서는 1995년 제78차 회의와 2012년 제95차 회의가 서울과 부산에서 각각 열렸다.

## 같이 보기
- 로터리 인터내셔널
- 아너 소사이어티
- 보이스카우트